# Islamiska staten
Islamiska staten, förkortat IS, tidigare ISIL (arabiska: الدولة الإسلامية, al-Dawla al-Islamiyya) är en väpnad salafistisk terroristorganisation och tidigare en icke-erkänd statsbildning som mellan 2014 och 2019 verkade inom främst Iraks och Syriens territorier. Statsbildningen och folkgruppen bakom denna gick tidigare under skiftande namn, men sedan juni 2014 har endast Islamiska staten använts. Den utropade då ett världsomfattande kalifat med anspråk på religiös och politisk makt över alla muslimer.
Hösten 2014 beräknade CIA att Islamiska staten hade 31 000 stridande i Irak och Syrien. Under de följande åren nedkämpades denna styrka gradvis och var helt övervunnen i början av 2019. Sedan 2015 finns en afghansk gren, kallad IS-Khorasan.
Islamiska staten representerar en extrem salafistjihadistisk och wahhabistisk tolkning av sunni-islam. Den betecknar anhängare av andra religioner och andra riktningar inom islam som otrogna eller avfällingar och rättfärdigar användningen av våld mot dessa. Detta var motivet till IS-styrkornas folkmord, brott mot mänskligheten, attacker på civila, tortyr, avrättningar av män och bortrövanden, massvåldtäkter och avrättningar av kvinnor. FN:s barnrättskommitté har fördömt deras systematiska torterande och dödande av barn. Bland de etniska och religiösa grupper som utsatts för övergrepp finns assyrier/syrianer, druser, kristna, kurder, mandeer, shabaker, shiamuslimer, turkmener och yazidier. Exempelvis förslavades yazidiska kvinnor och barn för att sälja som sexslavar. Även traditionella sunnimuslimer, inklusive utövare av sufism, som motsatt sig IS härjningar har drabbats av vedergällningsattacker. I Irak märker ISIL dörrar till kristnas bostäder med ett 'N' (för 'nasarin', en lokal term för kristna) och förseglar dörrarna, samt hotar med avrättning om personerna inte omvänder sig till islam och betalar skatt (jizya) till ISIL.
Islamiska statens snabba tillväxt anses vara en följd av dess tidigare ledare, Abu Bakr al-Baghdadi, av misstänkt finansiering från Saudiarabien samt välbärgade donatorer från diverse Gulfstater, framgångsrik rekrytering på sociala medier (även från Västeuropa och USA) samt av samarbete med andra sunnitiska grupper under syriska inbördeskriget. Ekonomisk och politisk diskriminering mot sunnimuslimer i Irak, där sunniter tidigare utgjorde en dominerande minoritet, före invasionen 2003), och i Syrien (där sunniter utgör en stor majoritet) och dessa länders shiitiskt dominerade regeringar har också bidragit till gruppens stöd.

## Namn och namnändringar

### Namn 2004-2013
Gruppen har sedan bildandet 2004 använt flera namn, under namnet  Jama'at al-Tawhid wal-Jihad (ungefär Organisationen för monoteism och Jihad). I oktober samma år svor den dåvarande ledaren Abu Musab al-Zarqawi sin lojalitet till Usama bin Laden och ändrade namnet till Tanzim Qaidat al-Jihad fi Bilad al-Rafidayn, (ungefär Organisationen för Jihads bas i Tvåflodslandet), men vanligtvis kallad al-Qaida i Irak. 2006 gick de samman med flera mindre irakiska rebellgrupper i en paraplyorganisation kallad Mujaheddins konsultativa råd. Den 12 oktober 2006 gick de i sin tur ihop med fyra andra grupper och representanter för olika irakiska stammar i en pakt, Hilf al-Mutayibeen, Oath of the Scented Ones, som följdes av utropande av Dawlat al-'Iraq al-Islamiyya eller Islamiska staten i Irak dagen därpå.

### IS, ISIL, ISIS
Sedan gruppen, i april 2013, gått in i Syrien, tog man namnet Islamiska staten i Irak och Levanten (ISIL), även känd som Islamiska staten i Irak och Syrien (ISIS). Levanten skall här tolkas som ett område som omfattar Syrien, Libanon, Israel, Jordanien, Cypern och södra Turkiet.

### Daesh
Daesh är den engelska transkriberingen av arabiska داعش och är en förkortning för Islamiska staten i Irak och Levanten (ISIL), den svenska transkriberingen av samma uttryck blir då Daish. Emellertid liknar denna transkribering två andra arabiska ord, nämligen daes, som betyder att trampa ned eller krossa, och dāhis, som ungefär betyder "en som sprider osämja". Nyhetsbyrån AP uppger att den sunnitiska rörelsen därför hotar att skära ut tungan på alla som offentligt använder sig av förkortningen Daesh. För att beskriva Islamiska staten använder arabvärlden vanligtvis Daesh och ordet används redan på flera håll av medier i Mellanöstern. Frankrikes utrikesminister Laurent Fabius meddelade att den franska regeringen kommer att sluta använda begreppet Islamiska staten till förmån för Daesh.
Den svenska regeringen började 26 januari 2016 använda namnet Daesh, för att inte ge Islamiska staten någon legitimitet.

### Föreslagna namn utan större spridning.
I augusti 2014 uppmanade Dar al-Ifta al-Misriyyah, Egyptens högsta islamiska auktoritet, världens media sluta använda termen Islamiska staten. Istället föreslog det religiösa institutet användandet av den nya termen “al-Qaeda Separatists in Iraq and Syria” som förkortas QSIS.
En grupp imamer i Storbritannien har i en skrivelse till den brittiska regeringschefen David Cameron uppmanat honom att upphöra med användandet av begreppet Islamiska staten. Oislamiska staten föreslår imamerna att rörelsen istället ska kallas.

## Historia
al-Qaida i Irak, bildat år 2004, var en av de mest inflytelserika religiösa väpnade grupperna i den irakiska upprorsrörelsen, som stred mot den amerikanska ockupationsmakten och förespråkade ett teokratiskt styre i landet enligt salafistiska principer. Därför attackerade de även irakiska kristna, som sågs som otrogna, och shiamuslimer, som sågs som kättare, i otaliga våldsdåd. När al-Qaidas näst högste ledare Ayman al-Zawahiri förklarade att Irakkriget skulle utmynna i ett globalt heligt krig (jihad) påbörjades en storskalig kampanj för att föra konflikten utanför Iraks gränser och även rekrytera sekulära och moderata irakiska sunnimuslimer, något som på grund av våldsdåden mot civilbefolkningen i stort misslyckades.
År 2009 bildades lokala sunnimuslimska miliser, så kallade "väckelseråd", som stred mot Islamiska staten i Irak i protest mot gruppens konstanta attacker mot civila irakier. Samtidigt försökte al-Qaidas allierade i landet åter väcka liv i den religiöst fundamentalistiska delen av upprorsrörelsen. Islamiska staten i Irak låg bakom den blodiga belägringen av den kaldeiska Vår frus befrielsekyrka i Bagdad den 31 oktober 2010, där ett 50-tal personer dödades och många skadades. Sedan de sista amerikanska trupperna lämnade Irak 2011 har gruppen fortsatt att ta på sig skulden för bombdåd och andra attacker i landet.

### Utökad verksamhet i Syrien
Islamiska staten i Iraks nye ledare Abu Bakr al-Baghdadi meddelade i april 2013 att han skulle slå samman sin organisation med den salafistiska rebellgruppen Jabhat al-Nusra som deltog i inbördeskriget mot den sekulära regeringen i Syrien, vilket medförde ett symboliskt namnbyte till Islamiska staten i Irak och Levanten. Sammanslagningen avfärdades dock av Jabhat al-Nusra. Även al-Qaidas ledare Ayman al-Zawahiri tog avstånd från den, men namnbytet genomfördes trots den uteblivna organisatoriska förändringen. Relationen med Jabhat al-Nusra har därefter ansetts vara ansträngd och de två opererar oberoende av varandra. I juni 2013 meddelade al-Baghdadi att han vägrade erkänna Ayman al-Zawahiris order att överge försöket till sammanslagning med Jabhat al-Nusra. I januari 2014 offentliggjordes planer på att utöka gruppens verksamhet till Libanon för att slå till mot Hizbollah och dess allierade.

### Konflikt med övriga rebellgrupper

Röda områden var under Isis direkta kontroll i juni 2014. De ljusare röda områdena är där de är militärt aktiva.

Under 2014 försämrades gruppens relationer dels med övriga syriska rebellgrupper och dels med al-Qaida. Man gick till direkt anfall mot andra rebellgrupper, såväl den blandade Fria syriska armén som islamistiska Islamiska fronten. 3 februari 2014 proklamerade al-Qaidaledaren Ayman al-Zawahiri att man tog avstånd från Islamiska staten i Irak och Levanten, att gruppen inte längre är medlem i al-Qaidanätverket och att Jabhat al-Nusra är al-Qaidas rättmätige företrädare i det syriska inbördeskriget. Därefter förvärrades situationen då ett sändebud från al-Qaida dödades i en självmordsbombning som Islamiska staten i Irak och Levanten sades ligga bakom. Jabhat al-Nusras ledare, Abu Mohammed al-Julani, anklagade Abu Bakr al-Baghdadi för att sysselsätta sig med att utmåla andra islamister som kättare istället för att bekämpa Syriens regering. 25 februari ställde al-Julani ett ultimatum att Islamiska staten antingen skulle tillåta imamer att döma i tvistemål mellan grupperna eller bli utkörda med våld från områdena man kontrollerade.
I områden i Syrien som gruppen kontrollerade infördes mycket sträng tolkningar av islamisk rätt (sharia), inklusive kläd- och uppförandekoder och andra religiösa påbud. 27 februari meddelade gruppen invånarna i ar-Raqqa att alla kristna fick tre val: De kunde konvertera till islam, leva under nya restriktioner eller dö(dhimmi). Ett av de nya påbuden var införandet av en medeltida skatt för icke-muslimer(jizya)  i utbyte mot beskydd; andra påbud inkluderade att kristna inte fick visa religiösa symboler utanför kyrkolokaler eller ringa i kyrkoklockor. Muslimer misstänkta för kätteri, en stämpel ofta menad för shiamuslimer, har proklamerats vara otrogna (takfir) och därefter avrättats. I april och maj 2014 eskalerade konflikten mellan ISIL och resten av Syriens väpnade islamistiska opposition kraftigt. al-Qaidas då högsta ledare, Ayman al-Zawahiri fick inte fått något gehör för sin order till gruppen att begränsa sin verksamhet till Irak och både hos sekulära och islamistiska rebellgrupper, inklusive den officiella al-Qaidafilialen i Syrien, Jabhat al-Nusra, har ISIL unisont fördömts och attackerats som hämnd för gruppens tendens att döda både civila muslimer och rebeller som anklagats för att vara otrogna.
Islamiska staten har i oktober 2014 utökat stridigheterna till att även innefatta strider mot den kurdiska gerillan People's Protection Units/YPG.

### Expansion i Irak 2014
Parallellt med expansionen i nordvästra Syrien har Islamiska staten utfört en framgångsrik offensiv i provinsen al-Anbar i västra Irak. Städerna Ramadi och Falluja föll i början av januari 2014, men efter en motoffensiv av irakisk militär och allierad milis drevs gruppen delvis tillbaka. Tillgången till vapen har förbättrats avsevärt tack vare inbördeskriget på andra sidan syriska gränsen. Gynnade av det folkliga missnöje med regeringen i Bagdad som gror hos Iraks sunnimuslimska minoritet, med anklagelser om diskriminering och andra missförhållanden, har ISIL kunnat utnyttja statsmaktens vacklande efter arméns konstanta strider med andra rebellgrupper i landet.
10 juni 2014 rapporterades framryckning i Ninawaprovinsen i nordvästra Irak, då ISIL-krigare hade intagit landets näst största stad Mosul. Gruppens styrkor har dessutom börjat tränga in i andra angränsande provinser och drivit regeringsstyrkor, liksom hundratusentals civila, på flykt. 11 juni anfölls Baiji, drygt 20 mil norr om Bagdad, där några av Iraks största oljeraffinaderier ligger. I de irakiska städer som erövrats har gruppen satt myndighetskontor i brand, frisläppt fångar och infört mycket strikt religiöst styre baserat på en ultrakonservativ världsåskådning.

## Islamiska staten som kalifat

### Territoriella anspråk
I sin självutnämnda status som kalifat, hävdar Islamiska staten religiös auktoritet över alla muslimer och har ambitionen att ta en stor del av de muslimbebodda regionerna i världen under sin direkta politiska kontroll, med start i Levanten, som omfattar Jordanien, Israel, Palestina, Libanon, Cypern, och ett område i södra Turkiet.
Den 13 oktober 2006 gjorde man anspråk på Bagdad, al-Anbar, Diyala, Kirkuk, Saladin, Ninawa och delar av Babil. När de sen gick in i konflikten i Syrien 2013 och ändrade namn ökade antalet wilayah (provinser) de krävde till 16. Utöver de irakiska wilayahn låg de syriska gränserna ungefär där nuvarande redan låg: al-Hasaka, Dayr az-Zawr, ar-Raqqa, Homs, Aleppo, Idlib, Hamah, Damaskus och Latakiat. I november 2014 bildades officiellt en saudiarabisk gren av Islamiska staten, vilken attackerat en shiamuslimsk moské i östra Saudiarabien i maj 2015.
Makten i Islamiska staten utgick från staden ar-Raqqa.

### Kalifatet från juni 2014
Den 29 juni 2014 utropade Islamiska staten officiellt ett kalifat i de områden som gruppen kontrollerade med namnet Islamiska staten. ISIL:s ledare Abu Bakr al-Baghdadi utnämndes till statens ledare och kalif. Genom att kräva trohet från alla världens muslimer utmanade gruppen al-Qaida om anspråket som ledare av den internationella jihadismen.
ISIL hade fästen i syriska städer som Manbij, världsskatten Palmyra och vad som kallats ISIL:s "huvudstad" Raqqa, samt stora delar av Irak, där de på samtliga platser styrde både totalitärt och godtyckligt med järnhand över civilbefolkningarna. IS hade under sin storhetsperiod en egen mediakanal, studior för olika former av propaganda, illegitima domstolar och fångbyggnader med "domare", väktare och bödlar som (ofta offentligt) straffade de som bröt mot religiösa lagar.
Under IS regim i de ockuperade områdena postades gruppens religiösa lagar och förbud (med medeltida straff såsom halshuggning, stympning av lemmar, korsfästelse, bränning, etc, som vanliga påföljder vid brott mot lagarna), en månatlig online-propagandatidning, flera längre propagandafilmer som visade upp en falsk bild av livet i kalifatet, samt filmade de många propagandavideor som på morbida stiliserade vis visade gruppens brottsliga avrättningar av fångar, hjälparbetare och civila. IS styrde på detta vis i sina områden i Syrien till dess att de kunde kämpas ned av främst syriska regeringstrupper stödda av ryskt flygvapen samt av kurdiska miliser, och i sina irakiska områden till dess att de bekämpades och tvingades bort av den irakiska armén och kurdiska styrkor med olika stöd ifrån olika länder.

### Kalifer i Islamiska staten
- 29 juni 2014 – 27 oktober 2019: Abu Bakr al-Baghdadi
- 31 oktober 2019 – 3 februari 2022: Abū Ibrāhīm al-Hāshimi al-Qurashi
- 10 mars 2022 – 15 oktober 2022: Abu al-Hasan al-Hashimi al-Qurashi
- 30 november 2022 – 29 april 2023: Abu al-Hussein al-Husseini al-Qurashi
- 3 augusti 2023 – nu: Abu Hafs al-Hashimi al-Qurashi

## Finansiering
Islamiska staten har återkommande använt sig av utpressning gentemot lastbilschaufförer och hotat med att spränga affärsverksamheter av olika slag. Man har även rånat banker och guldaffärer. Efter att de intagit Mosul i juni 2014 aspirerar de på att vara den rikaste terrorgruppen i världen. Detta efter att de påstås ha kommit över 429 miljoner dollar (308 miljoner euro, i 2014:s växlingskurs) från Mosuls centralbank. Enligt guvernören fanns i banken också en stor guldreserv, som likaledes tros ha blivit stulen.
Den franska TV-kanalen France 24 rapporterade att "Gruppen tar emot finansiering via privata donationer från gulfstaterna". I en intervju i samma kanal anklagade den irakiska premiärministern Nouri al-Maliki Saudiarabien och Qatar för att öppet finansiera IISIL Gruppen tros också komma över ekonomiska resurser genom sin aktiva närvaro i östra Syrien, där de förfogar över oljefält och smugglar ut råmaterial och arkeologiska värdefulla artefakter.
Conflict Armament Research (CAR) har sagt att de flesta vapnen Islamiska staten hade, hade plundrats från de irakiska och syriska arméerna. Men vissa vapen var ursprungligen tillhandahållna från andra länder, huvudsakligen USA och Saudiarabien, genom syriska oppositionsgrupper som stridit mot president Bashar al-Assad.

## Relationer med andra grupper
Islamiska staten påstås samarbeta med Khorasangruppen i Syrien. Khorasans mål i Syrien lär vara att försöka värva några av IS:s utlänningar med pass för bombuppdrag i USA och Västeuropa. IS stöder detta agerande. Muhsin al-Fadhli, en al-Qaidaveteran som stod Usama bin Ladin nära, uppges leda Khorasan. Han påstås i Syrien ha haft en viktig roll som medlare mellan de rivaliserande jihadistgrupperna Nusrafronten och Islamiska staten. Den 23 september 2014 attackerade amerikanskt bombflyg mål i Syrien tillhörande IS och Khorasan. Pentagon uppgav att det är sannolikt att Khorasans ledare al-Fadhli har dödats i attacken. Samtidigt framfördes det att de inte har personal på marken som kan bekräfta det.
I de långvariga konflikterna i Irak och Syrien har ISIL avlägsnat sig från alla andra makter och organisationer, inklusive Al-Qaida. Dessa motsatsställningar – liksom övriga vän- och fiende-relationer i de båda länderna – kan ses i diagrammet här till höger.
| Politiska grupperingar      | RU | SY | So | Sk | TR | U/E | IL | S/A | IQ | Ik | Ism               | IR                | Aq/N              |
| --------------------------- | -- | -- | -- | -- | -- | --- | -- | --- | -- | -- | ----------------- | ----------------- | ----------------- |
| Islamiska staten            |    |    |    |    |    |     |    |     |    |    |                   |                   |                   |
| Al-Qaida, Nusrafronten      |    |    |    |    |    |     |    |     |    |    |                   |                   |                   |
| Iran                        |    |    |    |    |    |     |    |     |    |    |                   |                   |                   |
| Irakiska shiamiliser        |    |    |    |    |    |     |    |     |    |    |                   |                   |                   |
| Irakiska kurder             |    |    |    |    |    |     |    |     |    |    |                   |                   |                   |
| Iraks regering              |    |    |    |    |    |     |    |     |    |    |                   |                   |                   |
| Saudiarabien, Arabförbundet |    |    |    |    |    |     |    |     |    |    |                   |                   |                   |
| Israel                      |    |    |    |    |    |     |    |     |    |    |                   |                   |                   |
| USA, EU                     |    |    |    |    |    |     |    |     |    |    |                   |                   |                   |
| Turkiet                     |    |    |    |    |    |     |    |     |    |    |                   |                   |                   |
| Syriska kurder              |    |    |    |    |    |     |    |     |    |    | Vänskapligt       | Vänskapligt       | Vänskapligt       |
| Syrisk opposition           |    |    |    |    |    |     |    |     |    |    | Neutralt, misstro | Neutralt, misstro | Neutralt, misstro |
| Syriens regering            |    |    |    |    |    |     |    |     |    |    | Fientligt         | Fientligt         | Fientligt         |

## Kriget mot IS
I augusti 2014 inleddes kampen mot IS på det territorium som det erövrat i Syrien och Irak och i slutet av 2016 hade USA:s och Rysslands bombkrig mot IS fått rörelsen på defensiven.
I maj 2017 beräknades IS ha knappt en tiondel kvar av det område på cirka 270 000 kvadratkilometer i Syrien/Irak som terrororganisationen behärskade 2014. I december 2017, efter att Syriens regerings sekulära armé med ryskt stöd hade befriat de flesta IS-ockuperade områdena utropade den ryske generalöversten i Syrien att landet är "fullständigt befriat" från IS och några dagar senare förklarade den irakiske premiärministern Haider al-Abadi att kriget mot IS var över.
Kalifatets sista ockuperade område, al-Baghuz i Syrien,  som försvarats av IS-milisen, återtogs 23 mars 2019 av de kurdiskarabiska Syriska demokratiska styrkorna (SDF) stödda av den USA-ledda internationella koalitionen mot IS. Abu Bakr al-Baghdadi begick självmord i oktober 2019 vid en räd av amerikanska styrkor i Idlibprovinsen i nordvästra Syrien.

## Internationella IS-krigare i Irak och Syrien
Enligt en studie gjord av Världsbanken med hjälp av personaldata om 3 803 IS-medlemmar som läckts av en avhoppare konstaterade utredningen att utländska rekryter till IS var relativt välbärgade och välutbildade, vilket indikerade att fattigdom inte var den drivande kraften bakom radikalisering. Utbildningsgapet var störst till IS-rekryternas fördel för de som kom ifrån länder i Afrika och Mellanöstern. Av rekryterna var 15% analfabeter och 69% av IS rekryter hade minst gymnasieutbildning och rikare länder var överlag överrepresenterade bland rekryterna.

### Mellanöstern och Nordafrika (MENA)
År 2017 uppskattade man att 30 000 krigare rest ifrån MENA-länderna för att strida med IS i Irak och Syrien att jämföra med 5000 från Europa och 295 ifrån USA. Därmed bidrog MENA-länderna betydande stridskrafter till IS.
| Land         | Antal |
| ------------ | ----- |
| Tunisien     | 7000  |
| Saudiarabien | 3244  |
| Jordanien    | 3000  |
| Marocko      | 1623  |
| Libanon      | 900   |
| Egypten      | 600   |
| Algeriet     | 170   |

#### Marocko
Mellan 2002 och 2016 stoppade marockansk säkerhetspolis 46 terroristceller som tillhörde IS. År 2016 uppskattade Marockos regering att 1 500 marockaner stred med militanta grupper i Syrien och Irak varav 220 hade återvänt och 286 dödats i striderna.
Förutom de 1623 som reste ifrån Marocko uppskattade man att runt 2000 med ursprung i Marocko reste ifrån Europa.

#### Tunisien
År 2017 uppskattade man att 7000 individer hade rest ifrån Tunisien för att strida med IS, vilket var den största gruppen från MENA-länderna.

### Europa
Den 22 september 2014 rapporterades det att en terrorcell med kopplingar till Islamiska staten hade sprängts i Europa. Ett gift par och ytterligare en person arresterades i Belgien, en person i Nederländerna och en i Turkiet.
Enligt en rådgivare till regeringen i Libyen, smugglas IS-krigare av människosmugglare över Medelhavet som flyktingar till Europa.
Chefen för Europols center för kontraterrorism, Manuel Navarrete, uttalade i en intervju i november 2016 att den viktigaste rekryteringsfaktorn för IS-sympatisörer i Europa fram till hösten 2016 var religiös inspiration. Därefter ändrades IS rekryteringsmaterial till att lägga större vikt vid brist på integration. Navarrete ansåg också att IS terrorceller i Europa hade kapacitet att utföra nya terrorattentat. Europols gränsöverskridande tips mellan europeisk polisorganisationer gällande terrormisstankar ökade från en andel på 3-4 % till en andel på 11 %.
Säkerhetsexperten Magnus Ranstorp konstaterade i en intervju med The Daily Telegraph år 2016 att europeiska välfärdssystem utgjorde en betydande inkomstkälla för IS när olika sorters bidrag fortsätter att betalas ut till individer som har rest för att strida med IS.
En trend under 2019 var att jihadister i Europa och runt om i världen började samla in pengar åt kvinnor som var medborgare i Islamiska Staten och satt i läger upprättade av Syrian Democratic Forces(en).
Enligt finska Skyddspolisen har IS-krigare som återvänt från konfliktzonen i Syrien och Irak förstärkt radikalislamistiska nätverk i Europa.

#### Belgien
Belgien hade det högsta antalet konfliktresenärer per capita. År 2016 uppskattades antalet stridande som rest ifrån Belgien uppskattades till 420-516 varav 180 fortfarande befann sig i konfliktområdet. Mellan 60 och 70 individer hade dödats. I oktober angav forskaren Peter van Ostaeyen att 47 av de 516 var kvinnor. Minst 112 stred för Islamiska staten, och minst 17 men sannolikt fler stred för Jabhat al-Nusra och fem stred för Syriska regeringen.
Av de som reste 2012-2016 hade huvuddelen sitt ursprung i Marocko enligt Förenta Staternas och Belgiens myndigheter.
I januari 2020 tillkännagav belgiska myndigheter att sex främlingskrigare i sin frånvaro hade fråntagits sina belgiska medborgarskap.

#### Danmark
I Danmark framkom det i december 2016  efter efterforskningar av dansk säkerhetspolis att danska myndigheter finansierade 36 personer som rest för att kriga med IS i Syrien via arbetslöshetsunderstöd. I juli år 2017 uppskattades 145 islamister ha rest för att strida för kalifatet.
I mars 2018 ändrade Danmark sin medborgarskapslag så att syrienkrigares barn inte längre automatiskt fick medborgarskap i Danmark.
I september 2019 upptäcktes det att syrienkrigare, dömda terrorister och jihadister hade utfört bedrägerier som kostat danska staten över 800 miljoner DKK.
I oktober 2019 antog Danmark en lag som gjorde det möjligt för utlännings och integrationsministern att återkalla medborgarskap för individer som kan skada Danmarks vitala intressen utan rättegång och har dubbla medborgarskap. I november 2019 drog danska myndigheter in  passet för den 25-åriga "SK" (namn fick ej publiceras), som i sin frånvaro dömts för att ha anslutit sig till Islamiska Staten, och  fortfarande var medborgare i Turkiet.
I mars 2021 drev vissa partier och NGO:er frågan om att hämta IS-krigares barn till Danmark, något som regeringen hade beslutat att inte genomföra då det skulle bli svårt att hämta barnen och samtidigt lämna föräldrarna kvar i Syrien. Enligt en opinionsundersökning gjord av Voxmeter(da) åt Ritzau sade nästan hälften (49 %) av danskarna nej till att hämta barnen och 34 % ja.
I augusti 2021 dömdes en kvinna till fem års fängelse för att ha varit ansluten till Islamiska Staten från september 2016 till mars 2019 i Raqqa-området samt att ha försökt att värva sin lillasyster. Turkiska myndigheter hade henne i förvar och hon blev senare skickat med flyg till Danmark där hon arresterades på Köpenhamns flygplats i juli 2020. Eftersom hon endast hade danskt medborgarskap kunde hon inte utvisas ur Danmark.

#### Finland
I augusti 2014 uppskattade skyddspolisen att mer än fyrtio personer hade åkt från Finland till Syrien. En klar majoritet av dessa har anslutit sig till IS. 75 procent av dem som åkt till Syrien hade finskt medborgarskap och bland dem fanns det 16 olika etniska bakgrunder och åldern varierade mellan 18 och 50 år. Tjugoåringarna bildade den största gruppen. Ungefär en femtedel av dem var kvinnor.

#### Frankrike
Frankrike fängslade år 2016 två franska medborgare, ett broderpar  som hade rest till Syrien för att strida med Islamiska Staten men sedan återvänt. De dömdes till 7 respektive 10 års fängelse.
I Frankrike avvärjdes under 2014 minst två terrorattentat som återvändare från Syrien hade förberett. Ett antal gripanden av personer som slussat krigare till Syrien i skedde under 2014 i Paris förorter, Le Havre, Nice, Nîmes, Strasbourg och Toulouse. En fjärdedel av de som greps var kvinnor.
År 2017 hjälpte franska specialstyrkor irakisk militär med att spåra ett 30-tal franska medborgare som stred för IS. Syftet var att de skulle dödas i Irak innan de kunde återvända till Frankrike och utföra attentat och orsaka andra problem.

#### Nederländerna
Åren 2011-17 uppskattades 280 nederländska medborgare ha rest för att ansluta sig till militanta grupper i Syrien och Irak. År 2017 var cirka 190 fortfarande där. I september 2017 blev fyra män i Nederländerna som anslutit sig till IS fråntagna sina nederländska medborgarskap. Det är okänt i vilka andra länder männen hade medborgarskap.

#### Norge
Från och med maj 2019 blev även kvinnor förhindrade att återvända till Norge efter att ha anslutit sig till IS. Efter regeländringen utvisades fyra personer. Uppehållstillstånden drogs in av Utlendingsdirektoratet (UDI) efter att IS-anknytningen för personen verifierats av Politiets sikkerhetstjeneste (PST). I och med åtgärden förlorade de även rätten till vistelse i hela Schengenområdet.
I september 2019 hade runt 100 personer rest från Norge för att ansluta sig till IS i Syrien och Irak, varav 60 var utländska medborgare.
I september 2019 drog norska myndigheter in uppehållstillstånden för 15 utländska män och kvinnor som rest ifrån Norge och hade kopplingar till Islamiska Staten.
I oktober 2019 lade Miljøpartiet De Grønne fram ett förslag i Stortinget om att en kvinna som reste till Syrien år 2012 och misstänktes att ha anslutit sig till Islamiska staten skulle hämtas hem till Norge med sin sjuka fyraårige son. Stortinget, som inte handlägger enskilda fall, röstade emot förslaget med 92 emot och 9 röster för.
I juni 2021 dömdes en man född i Montenegro i Oslo tingsrett(no) till fem års fängelse för att ha skickat 465 000 NOK till en IS-krigare i Syrien. En annan man, en syrisk medborgare bosatt i Østfold fylke frikändes för terroristfinansiering men fick betala 25 000 NOK i böter för olovlig bankverksamhet. Detta var Norges första fällande dom för terrorismfinansiering.

#### Storbritannien
Den brittiske utrikesministern William Hague uppgav att cirka 400 av landets medborgare kunde ha anslutit sig till jihadisterna i Syrien. Storbritanniens regering uppgav också att man planerade att dra in pass för att förhindra att fler ansluter sig. Återvändande jihadister från kriget i Mellanöstern anses utgöra ett hot under flera år framöver och i perioden 2013-2014 arresterades 65 misstänkta. I juli 2017 hade Storbritanniens myndigheter dragit in medborgarskapet för 150 jihadister och andra kriminella med dubbla medborgarskap som sålunda inte längre kunde resa in i landet.
År 2019 arresterades IS-anhängaren Safiyya Amira Shaikh(en) för att ha planlagt ett terroristattentat mot Sankt Paulskatedralen i London för den Islamiska statens räkning. Han dömdes till livstids fängelse i juli 2020. Shaikh inspirerades till att angripa katedralen av jihadisterna som med sprängladdningar dödade nästan 300 personer i angrepp mot olika kyrkor i 2019 Sri Lanka Easter bombings(en).

#### Sverige
Den 14 september 2007 reagerade Islamiska statens dåvarande ledare, Abu Omar al-Baghdadi, mot Lars Vilks och hans Muhammedteckningar genom att utfästa en belöning till den som likviderade Vilks. En belöning skulle även utbetalas för en likvidering av redaktören Ulf Johansson, eftersom han tillåtit publicering av Vilks kända teckning av profeten Muhammed som rondellhund i Nerikes Allehanda. Belöningen var på 50 000 US-dollar. Om huvudet skars av på någon av dem, det vill säga om de "slaktades som lamm", skulle det dubbla betalas ut. Al-Baghdadi dödades i april 2010 i en amerikansk militärattack. Hans efterträdare som Islamiska statens ledare, Abu Bakr al-Baghdadi varnade för att företag som Ericsson, Scania, Volvo, IKEA och Electrolux skulle kunna komma att attackeras.
Ett år senare, i oktober 2008, dödade USA en svensk medborgare som vid tillfället var den näst mäktigaste mannen i Islamiska staten.
När Taimour Abdulwahab den 11 december 2010 sprängde sig själv vid Drottninggatan i Stockholm refererade han också till IS.
Ett öppet brev som Abdulwahab hade skrivit skickades ut strax innan självmordsbombningen. I det stod det att "Nu har islamiska staten uppfyllt vad de har lovat er. Vi finns nu här i Europa och i Sverige, vi är en verklighet, inget påhitt, mer vill jag inte säga om detta."
Säkerhetspolisen uppgav 2014 att ett 80-tal personer har rest till kriget i Syrien och Irak och där deltar på olika sidor i den pågående konflikten. Många av resenärerna har anslutit sig till Islamiska staten. Enligt uppgift skall minst 40 av dem ha återvänt till Sverige. Via svenska konton i sociala medier sprids också Islamiska statens propaganda i form av filmer på massakrer och hyllningar till martyrer. Det finns även bilder på göteborgare som hyllas och omfamnas av en av Islamiska statens högsta ledare. Enligt forskare på Försvarshögskolan bedrives betydande rekrytering i Göteborg och ett 30-tal personer har rest från Angered för att strida för IS. Med anledning av resorna från Sverige till krigsområdena i Irak och Syrien ville förre justitieministern Beatrice Ask se över den rådande lagstiftningen. För att förhindra den rådande situationen med personer som strider har Liberalerna föreslagit ett kriminaliserande av resandet. Förre statsministern Fredrik Reinfeldt ville också att lagstiftningen ses över. I Norge har det föreslagits att medborgarskap skall dras in för norrmän som strider med jihadisterna i Irak och Syrien. Reinfeldt ställde sig dock tvivlande till att införa det i lagstiftningen i Sverige. Den 24 september 2014 antog FN:s säkerhetsråd en resolution om ett bekämpande av soldatrekryteringen till IS. Innebörden är en uppmaning till FN:s medlemsländer inklusive Sverige om lagskärpning mot dem som vill strida för Islamiska staten. Den 21 november 2014 bekräftade Säpo att minst 100 svenska medborgare har rest för att strida i Irak och Syrien, med ytterligare 150 obekräftade fall samt att "Säpos uppfattning är att det är så många som 250 till 300 personer som Säpo måste, på olika sätt, ha en uppfattning om". Man planerar att övervaka de som återvänder till Sverige för att förhindra att de utför terrorbrott.
I april 2016 fanns i Borås enligt en kartläggning av polisen mellan 80 och 100 individer som sympatiserade med Islamiska staten. Av dessa hade tio rest till Syrien för att strida med IS varav tre dödats.
Svenska staten betalar ut sociala bidrag till Syrienkrigare. De vanligaste bidragsformerna är barnbidrag, föräldrapenning, bostadsbidrag och studielån.
Ett antal studenter vid Södertörns högskola som var aktiva i al-Taqwa ungdomsförening anslöt sig till IS. En av de ledande medlemmarna dödades i Syrien år 2017.
Totalt anslöt sig cirka 300 svenska medborgare till terrorgrupper i Syrien och Irak mellan åren 2012 och 2016 (av totalt 5 000 från Europa). Sverige tillhör därmed de fyra länder i Europa som bidrog med flest terrorresenärer, och de tre länder som bidrog med flest terrorresenärer per kapita.
I oktober 2020 beslutade kurdiska myndigheter att inte släppa IS-medlemmar med svenskt medborgarskap eftersom de inte litade på att svenska myndigheter skulle lagföra dem för deras brott. Detta ställningstagande gjordes med hänsyn till offren för Islamiska Statens gärningar.

#### Tyskland
Tyskland utfärdade ett förbud mot handlingar som stöder Islamiska staten den 12 september 2014. Förbudet omfattar rekrytering, propaganda, agitation och användande av IS symboler.
Tyska säkerhetstjänsten utgår från att mer än 850 individer rest ifrån Tyskland till konfliktområdet för att ansluta sig till IS och andra terrormiliser. En femtedel av dessa är kvinnor och en åttondel konvertiter. Flertalet är yngre än 30 år. Av de som rest antas cirka 150 ha omkommit.
Bland den grupp muslimer som anslutit sig till IS från Tyskland var runt två tredjedelar dömda för brott, 504 av 778. Av de dömda hade 32 % dömts för fem brott eller fler.

##### Tyskland - återvändare
En tredjedel av de som reste har återvänt till Tyskland. Av dem som återvänt har 80 har utbildats i krigföring, har myndigheterna konstaterat.
I april 2021 dömdes en kvinnlig IS-terrorist född i Makedonien för krigsförbrytelser och brott mot mänskligheten till fyra år och tre månaders fängelse av Oberlandesgericht Düsseldorf(de) i Tyskland. Hon hade rest till Syrien i februari 2015 med sin treåriga dotter och använt en Yazidierkvinna som hushållsslav.

## Fortsatt terroraktivitet efter kalifatförlusten
IS har dock inte upphört med sin terrorverksamhet i Mellanöstern trots att sekten har förlorat sitt "kalifat" i Syrien och Irak. Den fortsätter som gerillarörelse även på andra håll i världen som i Libyen, Egypten, Afghanistan, Nigeria, Somalia och Filippinerna och tycks, enligt forskare, år 2018 ha stärkt sin ställning som global gerillarörelse, både på marken och i sociala medier.. Oftast handlar det om redan existerande jihadistgrupper som svurit trohet åt Abu Bakr al-Baghdadi eller hans efterträdare och på så vis blivit "provinser" i den Islamisk staten. Grenarna är dock inte alltid centraliserade och kopplingarna mellan dem är relativt okänd då tillförlitlig information är svår att få tag på. Mycket av informationen är baserad på organisationens egna propaganda.
Afghanistan
I januari 2015 annonserade Islamiska staten att man bildat en ny provins i Afghanistan, vid namn Khorasan-provinsen. Namnet är taget från det historiska Khorasan som innefattar delar av Afghanistan, Pakistan, och nordöstra Iran. Antalet krigare uppskattades 2023 vara mellan 4 000 och 6 000, och utgörs framför allt av missnöjda talibaner och andra islamister. Islamiska staten i Khorasan bekämpar såväl talibaner som de styrkor som varit allierade med USA. De betraktar landets shia-muslimska minoritet som "otrogna" och har genomfört flera mycket blodiga dåd mot civila i både Afghanistan och Pakistan i samband med exempelvis politiska manifestationer, bröllop,  och religiösa sammankomster. I samband med den evakuering som skedde efter talibanernas maktövertagande i augusti 2021  dödades 170 civila afghaner och 13 amerikanska soldater efter att en självmordsbombare detonerat vid entrén till Kabuls internationella flygplats. De har utfört flera mord på ledande talibaner, och menar att talibanregimen i Afghanistan är en västerländsk marionettregering.
Egypten
En av Egyptens mäktigaste miliser, Ansar Beit al-Maqdis, svor i november 2014 trohet till Abu Bakr al-Baghdadi och bytte då namn till Islamiska staten - Sinaiprovinsen. Som namnet antyder är de verksamma på Sinaihalvön, där de genomfört flera dödliga attacker. Egyptens militära närvaro i Sinai regleras i fredsavtalet med Israel, och attackerna har varit så omfattande att Israel låtit Egypten öka antalet trupper, stridsvagnar, och helikoptrar man har i området. I juli 2015 genomförde Islamiska staten en serie självmordsdåd i vilka åtminstone 21 egyptiska soldater dödades. Senare samma år tog man på sig attacken mot ett ryskt passagerarplan, där samtliga 224 människor ombord dog efter att en bomb exploderat ombord De har trots egyptiska insatser fortsatt att vara aktiva, och 2017 dödade man 300 tillbedjare i en moské i Bir al-Abed. På palmsöndagen samma år dödades 48 kopter i en kyrka i Alexandria. Man har fortsatt att utföra attacker även under 2020-talet.
Jemen
Sedan 2014 pågår ett inbördeskrig i Jemen efter att de Shiamuslimska Huthirebellerna intagit Jemens huvudstad Sanaa och försökt störta den sittande regeringen. I april 2015 gav sig en ny part in i kriget då 142 människor dödades i ett bombattentat mot en moské i Sanaa, ett dåd som Islamiska statens Sanaa-provins tog på sig. Gruppens målsättning är att ersätta Jemens regering samt den rivaliserande Huthiregeringen med en islamisk stat där strikta Sharia-lagar praktiseras. Efter moskéattacken har man utfört hundratals dåd mot alla parter i kriget, däribland Jemens armé, regeringsbyggnader, Huthistyrkor, shiamuslimer, och al-Qaida. De har varit verksamma främst i centrala och södra Jemen, och där utfört självmordsattacker, lönnmord, kidnappningar, och planterat ut bilbomber. Gruppen har kraftigt försvagats av strider med den lokala al-Qaida-grenen i området och uppskattades 2023 ha cirka 100 krigare till sitt förfogande.
Libyen

Islamiska staten i Libyens maximala utbredning, sommaren 2015.

I det maktvakuum som uppstod när Muammar al-Gaddafi störtades 2011 har flera islamistiska grupper fått fäste i området. År 2014 svor tre av dessa trohet till Abu Bakr al-Baghdadi, vilka kom att kallas Tripoli-provinsen, Barqa-provinsen, och Fezzan-provinsen. Gruppen uppskattades 2015 ha cirka 5 000 medlemmar, och lyckades då erövra Gaddafis hemstad Sirt och flera andra mindre orter. Man tog även kontroll över Gardabyaflygplatsen och stora konstgjorda floden, världens största bevattningsprojekt. Människor under deras kontroll blev föremål för bland annat massavrättningar, prygel, och lönnmord.
Islamiska staten i Libyen blev föremål för amerikanska luftangrepp, och i november 2015 dödades ledaren Abu Nabil i ett av dessa flyganfall. Några månader senare lyckades militärofficeren Khalifa Haftar med franskt luftunderstöd ta delar av Benghazi som länge kontrollerats av Islamiska staten, och efter att organisationen snart även tvingades ut ur Derna ansågs de vara kraftigt försvagade och endast en mindre spelare i det pågående inbördeskriget. I december 2016 drevs deras krigare ut från Sirte, styrkornas sista riktiga fäste i Libyen, av den libanesiska armén med amerikanskt luftunderstöd. Sedan de drevs ut ur Sirte har Islamiska staten i Libyen alltjämt utfört terrordåd, men i mycket mindre skala. Detta till följd av avsaknaden av finansiella muskler, rekryteringsförmåga, och propagandaresurser.
Nigeria

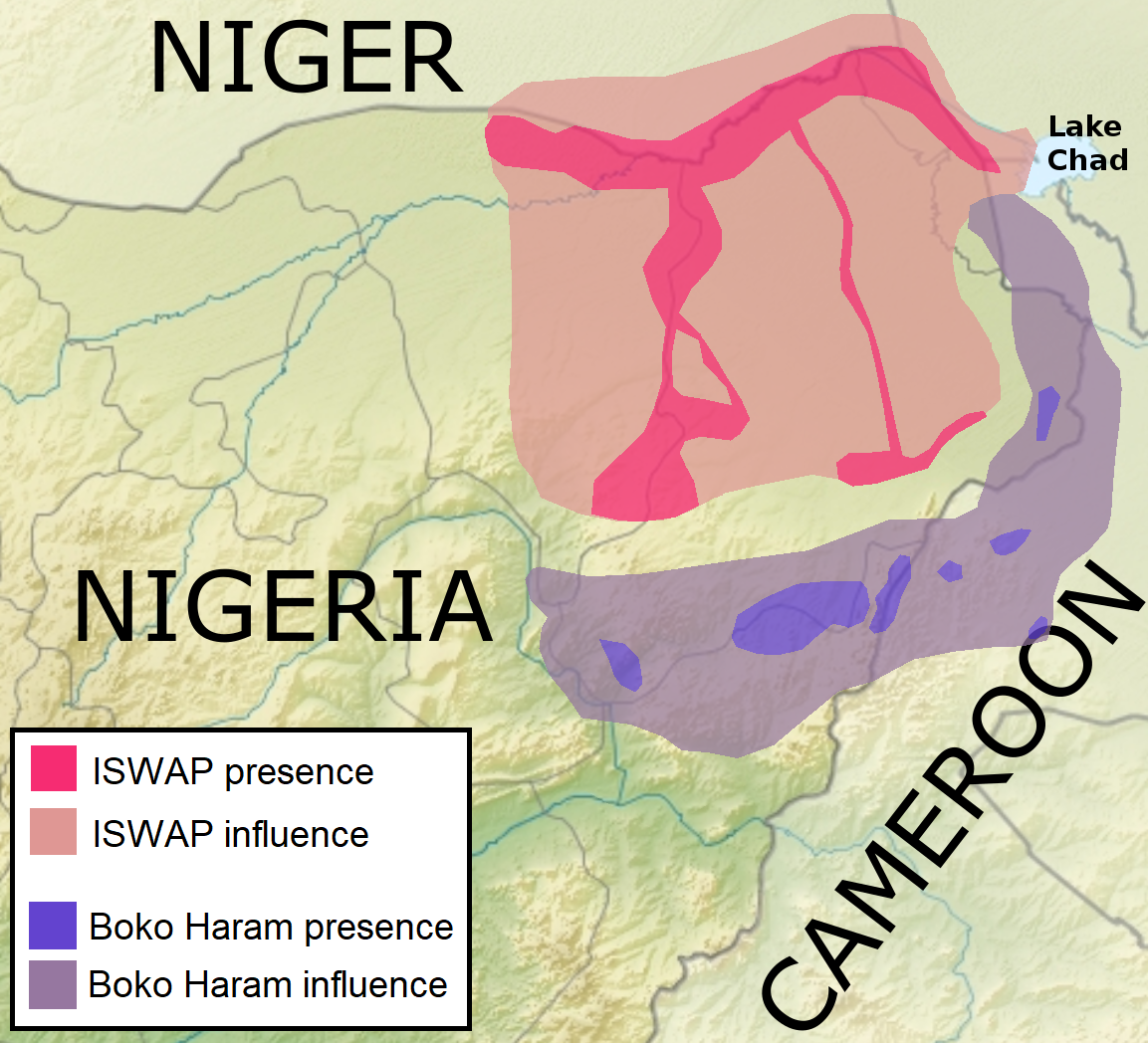
Islamiska statens och Boko harams territoriella utbredning i början av 2019.

Jihadister har sedan början av 2000-talet organiserat sig i Nigeria för att etablera en islamistisk stat. År 2009 genomförde den jihadistiska gruppen Boko haram (hausa för "västerländsk skolning är förbjuden") ett icke framgångsrikt uppror i detta syfte, och gerillakrigföring har pågått sedan dess. När Islamiska staten i Syrien och Irak expanderade svor man trohet till al-Baghdadi, och vid tiden för detta kontrollerade man stora delar av norra Nigeria. Organisationen bytte då namn till Islamiska staten - Västafrikaprovinsen. Gruppen har orsakat enorm förstörelse i Nigeria, och har genomfört massakrer, kidnappningar, och våldtäkter. 40 000 människor uppskattas ha dödats och ytterligare 3 miljoner beräknas ha flytt sina hem till följd av deras frammarsch. Man har en "kalifatkadettskola" där barn mellan 8 och 16 år indoktrineras och får militär träning.
År 2016 splittrades gruppen, vilket gjorde att Boko haram och Islamiska statens Västafrikaprovins nu existerade parallellt med varandra. De genomför regelbundet attacker mot nigerianska styrkor, bombningar, samt förföljelser av minoriteter. De attackerar även varandra. Islamiska staten i Västafrika finansieras både centralt av Islamiska staten men också lokalt med hjälp av kriminell aktivitet, däribland lösensummor för kidnappade, beskattning, och utpressning. Gruppen var 2023 fortfarande aktiv och uppskattades ha sammanlagt 7 000 krigare.
Övriga platser
Mindre grenar av Islamiska staten finns eller har funnits i ett 20-tal länder. Utöver de som listas ovan är dessa bland annat Algeriet, Azerbajdzjan, Bangladesh, Burkina Faso, Filippinerna, Indien, Indonesien, Israel, Kamerun, Kongo, Libanon, Mali, Mozambique, Niger, Ryssland, Saudiarabien, Somalia, Sudan, Tchad, Tunisien, och Turkiet.